# Хорошев, Сергей Сергеевич
Сергей Сергеевич Хорошев (род. 30 мая 1982 в Москве) — российский волейболист, центральный блокирующий, мастер спорта, тренер по волейболу.

## Карьера игрока
Сергей Хорошев начинал заниматься волейболом в 1993 году в московской СДЮСШОР № 21 у тренера Алексея Викторовича Творогова. В 1997 году был приглашён в ярославский «Нефтяник», где создавался базовый центр подготовки сборных резерва.
В 1998 году выступал на Всемирных юношеских играх в Москве (4-е место), а в 1999 году завоевал золотые медали на чемпионатах Европы и мира среди юношей. В составе молодёжной сборной он становился чемпионом Европы и серебряным призёром мирового первенства. Неоднократно находился в списках кандидатов в основную сборную страны и призывался на сборы. В июне 2005 года Сергей Хорошев играл за национальную команду в двух матчах группового этапа Евролиги против команды Эстонии.
С 1999 года (в возрасте 17 лет) Сергея начали привлекать к команде суперлиги ярославского «Нефтяника», в которой уже к 2000 году он начал занимать место в основном составе и в месте с командой боролся за бронзовые медали чемпионата сезона-2000/01.
С 2002 года в течение шести лет выступал за одинцовскую «Искру», с которой выиграл Кубок России, серебряную медаль Лиги чемпионов-2003/04 и неоднократно становился призёром чемпионатов России и европейских кубков. В сезоне-2008/09 защищал цвета «Локомотива-Белогорье», с которым выиграл Кубок Европейской конфедерации волейбола и был признан лучшим подающим «Финала четырёх» в Афинах.
Впоследствии играл за калининградское «Динамо-Янтарь», краснодарское «Динамо» и «Тюмень». Весной 2014 года Сергей Хорошев намеревался завершить карьеру, но в декабре того же года вернулся в состав «Искры» и отыграл за подмосковную команду часть сезона в высшей лиге «А».

## Карьера тренера
В сентябре 2015 года Сергей Хорошев начал карьеру тренера. В качестве второго тренера входил в тренерский штаб женской сборной команды России по волейболу, которая выиграла европейский олимпийский квалификационный турнир, а также заняла 4-е место на Гран-при-2016. На летних Олимпийских играх в Рио-де-Жанейро был старшим тренером женской сборной. По итогам олимпийского турнира команда заняла 5-е место.

## Достижения
- Чемпион Европы среди юношей (1999).
- Чемпион мира среди юношей (1999).
- Чемпион Европы среди молодёжных команд (2000).
- Серебряный призёр чемпионата мира среди молодёжных команд (2001).
- Серебряный (2002/03, 2007/08) и бронзовый (2005/06, 2006/07) призёр чемпионатов России.
- Обладатель Кубка России (2002), серебряный (2005) и бронзовый (2004, 2006, 2007) призёр Кубка России.
- Серебряный призёр Лиги чемпионов (2003/04).
- Обладатель Кубка Европейской конфедерации волейбола (2008/09), серебряный (2005/06) и бронзовый (2002/03) призёр Кубка CEV.
- Бронзовый призёр Кубка Топ-команд (2006/07).